# George Cruikshank
George Cruikshank (Bloomsbury, Londres, 27 de septiembre de 1792-1 de febrero de 1878) fue un caricaturista e ilustrador inglés. En su juventud fue conocido por sus sátiras contra la monarquía y los políticos, por los que fue apodado en su época el Hogarth moderno, y en su madurez se volcó en la ilustración de diversos libros ingleses concernientes a la política y la sociedad; el más famoso, Oliver Twist de Charles Dickens.

## Biografía
Nació en una familia vinculada al mundo de la caricatura: su padre era el caricaturista escocés Isaac Cruikshank, y su hermano mayor, Isaac Robert, también se dedicaría al mismo género.
George comenzó su larga carrera con ilustraciones satíricas que atacaban a la familia real y a otros importantes personajes políticos, tal como hacían James Gillray y Thomas Rowlandson. Se cuenta que en 1820 recibió de la casa real un soborno de cien libras, cifra entonces cuantiosa, a cambio de no ridiculizar al nuevo monarca Jorge IV.[cita requerida]
Continuó creando caricaturas sociales acerca de la vida británica para populares publicaciones como The Comic Almanack (1835-1853) y Omnibus (1842). Sus críticas eran imparciales ya que se dirigían a todas las facciones del Parlamento de Londres, si bien en ocasiones fue muy radical y cayó en el racismo al aludir a irlandeses y chinos con viñetas groseras.
En 1831 empezó a centrar sus esfuerzos en las ilustraciones de libros. Trabó especial relación con Charles Dickens, llegando a ilustrar tres de sus obras e incluso participando como actor en su compañía de teatro amateur. Su labor más recordada para Dickens fue la ilustración de Oliver Twist, un relato que se publicó por entregas mensuales, entre febrero de 1837 y abril de 1839, cada una acompañada de una ilustración suya.
Luego, la relación entre Cruikshank y Dickens se rompió; el artista se volvió radicalmente abstemio y combatió con sus viñetas el consumo de alcohol y tabaco, cuestión muy polémica en el Londres de la época. Dickens defendía un consumo moderado y Cruikshank no transigía en esto. Fallecido Dickens, el grabador publicó una carta en el periódico The Times acusando a Dickens de apropiación o plagio: según él, Oliver Twist se basaba en un argumento suyo. La cuestión suscitó mucho debate, pero Cruikshank no obtuvo beneficio de ello.
Afectado por una parálisis, Cruikshank perdió facultades y falleció en 1878. Fue enterrado en el cementerio de Kensal Green, en el oeste de Londres, pero en pocos meses su féretro fue trasladado a la Catedral de San Pablo.
Coincidiendo con el bicentenario de su nacimiento, se reveló que, a pesar de no haber tenido hijos en sus dos matrimonios, tenía 11 hijos con su asistenta, a quien instaló en una casa cercana.